# 카타비주

카타비 주의 위치

카타비주(Katavi)는 탄자니아의 주로 주도는 므판다이며 면적은 45,843km2, 인구는 564,604명(2012년 기준)이다. 2012년 3월에 신설되었다.